# Sint-Martinuskerk (Tardinghen)

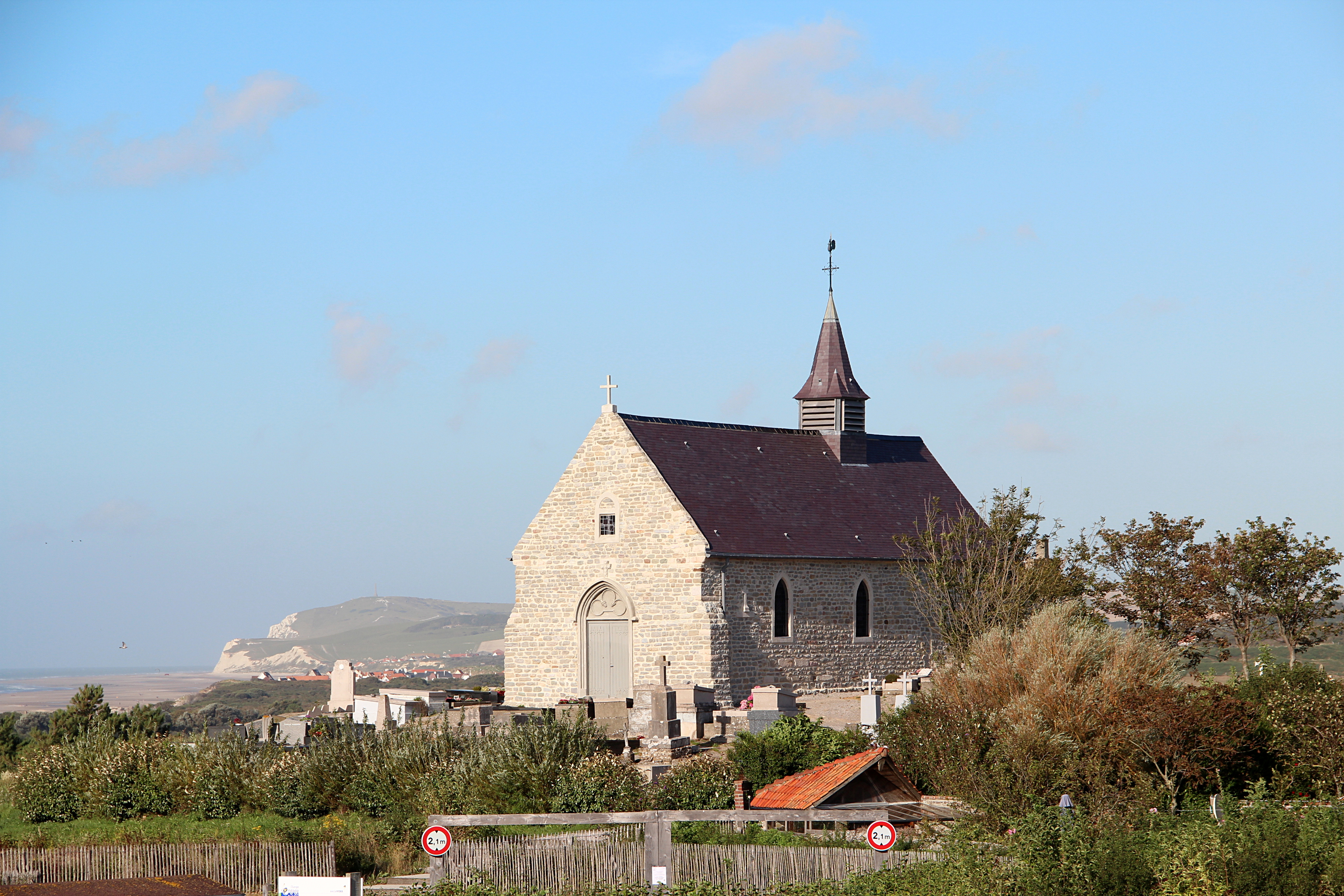
Sint-Martinuskerk

De Sint-Martinuskerk (Église Saint-Martin) is de parochiekerk van de tot het departement Pas-de-Calais behorende plaats Tardinghen.
De kerk werd in de 16e eeuw gebouwd en hij is gelegen op een heuvel waarin zich een Karolingisch grafveld bevond uit de 8e eeuw, waarvan graven zijn blootgelegd.
In 1880 werd de sacristie bij de kerk gevoegd. Deze kerk bezit een klok van 1605.